# Utande
Utande è un comune spagnolo di 35 abitanti situato nella comunità autonoma di Castiglia-La Mancia.